# لاندماناهلير
لاندماناهلير هو كهف صغير عند سفح جبل هيلسفيال في وسط الإقليم الجنوبي (جنوب آيسلندا) في منطقة تأثير بركان هيكلا.
يبلغ طول لاندماناهلير 14 مترًا وعرضها 8 أمتار وسقفها 4 أمتار. اعتادت أن تكون مأوى للمزارعين مع أغنامهم. اليوم يخدم السياحة. تم بناء عدد قليل من الأكواخ بالقرب من الكهف.